# Guillaume d'Agen
Guillaume d'Agen, mort en 1270, était évêque d'Agen de 1247 jusqu'en 1262 patriarche latin de Jérusalem de 1262 jusqu'à sa mort.

## Biographie
En avril 1247, il devient évêque d'Agen.
Le 9 décembre 1262, il fut nommé patriarche latin de Jérusalem et succéda à Jacques Pantaléon, qui venait d'être élu pape sous le nom d'Urbain IV et qui le nomma à son tour au siège de Jérusalem. La fonction papale couvrait à la fois les soins spirituels et temporels, avec le mandat de recouvrer les revenus de l'Église locale. Il arriva à Saint-Jean-d'Acre le 25 septembre 1263.
En 1263, Urbain IV publia la bulle papale Exultavit cor nostrum (en) pour s'enquérir de la légitimité d'un prétendu ambassadeur de l'Empire mongol, Jean le Hongrois. Devant Urbain IV, il ne présenta pas ses lettres de créance, mais une lettre écrite par Houlagou Khan le 10 avril 262, à Maragha, l'année du Chien. Il reçut l'ordre de la remettre au roi Louis IX de France. 
Selon l'historien Jean Richard, sa formulation « témoignait de l'intervention d'un scribe occidental, probablement un notaire latin de l'Ilkhanat, un certain Ricardo ». La lettre suivait le modèle habituel des communications mongoles et faisait également référence aux cadeaux reçus de l'ambassadeur André de Longjumeau et expliquait que les Mongols considéraient le pape comme le chef du peuple chrétien jusqu'à ce qu'ils « aient prouvé quel était le véritable pouvoir parmi les Français ». La lettre décrivait les précédentes campagnes mongoles contre les Assassins et suggérait une alliance entre les Mongols et les chrétiens contre leur ennemi commun, les Mamelouks d'Égypte. Le document exprimait également le désir de Houlagou de voir Jérusalem revenir aux mains des chrétiens. Le roi Louis envoya Jean, accompagné d'une lettre du pape Urbain IV, qui parvint probablement à Maragha fin 1262.
En 1267, il se rendit à Chypre pour couronner le roi Hugues III de Chypre le 25 décembre. Il resta en fonction jusqu'à sa mort le 21 avril 1270.